# Estadi Lesdiguières
L'Estadi Lesdiguières (en francès: Stade Lesdiguières) és un estadi situat a la ciutat de Grenoble (França).
Fou utilitzat pel Football club de Grenoble rugby, equip de rugbi a 15, i del Grenoble Foot 38, que l'any 2008 es traslladà al nou equipament anomenat Estadi dels Alps.